# 首都大区

首都大区在丹麦的位置（红色部分）

首都區域（丹麥語：Region Hovedstaden）是丹麥本土五个行政大區之一。此區域管轄範圍包含首都哥本哈根所在的西兰岛東北部及位於西蘭島東南方的博恩霍爾姆島。首都區域由原先的哥本哈根市镇、腓特烈斯贝市镇、哥本哈根郡、腓特烈堡郡與博恩霍爾姆市鎮於2007年1月1日合併改制而成。
此區域面積約為2.558,9平方公里，行政中心設置於希勒勒。根據2023年1月1日的統計資料，常住人口數為1,852,269人，約莫全國三分之一的人口皆居住於首都區域。

## 外部連結
- 官方网站  （丹麦文）